# Municipio de Monroe (condado de Howard)
El municipio de Monroe (en inglés: Monroe Township) es un municipio ubicado en el condado de Howard en el estado estadounidense de Indiana. En el año 2010 tenía una población de 1407 habitantes y una densidad poblacional de 28,3 personas por km².

## Geografía
El municipio de Monroe se encuentra ubicado en las coordenadas 40°27′8″N 86°18′46″O / 40.45222, -86.31278. Según la Oficina del Censo de los Estados Unidos, el municipio tiene una superficie total de 49.71 km², de la cual 49,71 km² corresponden a tierra firme y (0 %) 0 km² es agua.

## Demografía
Según el censo de 2010, había 1407 personas residiendo en el municipio de Monroe. La densidad de población era de 28,3 hab./km². De los 1407 habitantes, el municipio de Monroe estaba compuesto por el 97,01 % blancos, el 1,49 % eran afroamericanos, el 0,21 % eran amerindios, el 0,07 % eran asiáticos, el 0,57 % eran de otras razas y el 0,64 % eran de una mezcla de razas. Del total de la población el 0,92 % eran hispanos o latinos de cualquier raza.